# Słowo Thuego-Morse’a

Tworzenie kolejnych słów Thuego-Morse’a

Słowo Thuego-Morse’a – nieskończony ciąg binarny; słowo nad alfabetem {\displaystyle \{0,1\},} które pojawia się w wyniku analizy różnych zagadnień, często w odległych dziedzinach. Jedna z metod jego konstrukcji polega na podaniu jego pierwszego elementu (litery) {\displaystyle 0,} a następnie dopisywaniu w każdym kolejnym kroku do już wypisanych elementów ich negacji. Każda kolejna iteracja wydłuża dwukrotnie uzyskany ciąg.
Pierwsze 32 symbole ciągu to
01101001100101101001011001101001… (ciąg  A010060 w OEIS).

## Definicje
Istnieje kilka równoważnych sposobów na zdefiniowanie ciągu Thuego-Morse’a.

### Definicja formalna
Jeśli skończone wyrazy ciągu są zdefiniowana jako
{\displaystyle T_{n}:={\begin{cases}0&{\text{dla }}n=0,\\T_{n-1}{\overline {T_{n-1}}}&{\text{dla }}n>0,\end{cases}}}
gdzie {\displaystyle {\overline {T}}} oznacza słowo, w którym wszystkie litery zostały zanegowane,
to {\displaystyle T_{\infty }:=\lim _{n\to \infty }T_{n}} jest słowem Thuego-Morse’a .

### Wzór ogólny ciągu
Jeśli kolejne litery {\displaystyle t_{n}} słowa ponumerujemy od zera, to na pozycji {\displaystyle n} będzie {\displaystyle 1,} gdy liczba jedynek w zapisie binarnym liczby {\displaystyle n} będzie nieparzysta i {\displaystyle 0} w przeciwnym razie .
Przykład:
Niech {\displaystyle n=11.}
Ponieważ {\displaystyle (11)_{10}=(1011)_{2}} i liczba jedynek liczby 11 w zapisie dwójkowym jest równa 3, czyli jest nieparzysta, więc
{\displaystyle t_{11}=1.}
Ta metoda pozwala na utworzenie efektywnego algorytmu na obliczanie kolejnych wyrazów ciągu.

### Wzór rekurencyjny
Kolejne litery {\displaystyle t_{n}} ciągu można wyznaczać według wzoru:
{\displaystyle {\begin{aligned}t_{0}&=0,\\t_{2n}&=t_{n},\\t_{2n+1}&\neq t_{n},\end{aligned}}}
dla wszystkich nieujemnych {\displaystyle n.}

### Definicja z pomocą morfizmu
Niech {\displaystyle \mu } będzie następującym morfizmem
{\displaystyle {\begin{aligned}\mu (0)&=01,\\\mu (1)&=10,\\\mu (uv)&=\mu (u)\mu (v).\end{aligned}}}
Tworząc ciąg iterat począwszy od litery {\displaystyle 0,} otrzymujemy:
{\displaystyle {\begin{aligned}\mu (0)&=01,\\\mu ^{2}(0)&=\mu (\mu (0))=\mu (01)=\mu (0)\mu (1)=0110,\\\mu ^{3}(0)&=\mu (\mu ^{2}(0))=\mu (0)\mu (1)\mu (1)\mu (0)=01101001.\end{aligned}}}
Wyrażenie {\displaystyle \mu ^{\infty }(0):=\lim _{n\to \infty }\mu ^{n}(0)} jest słowem Thuego-Morse’a . Natomiast {\displaystyle \mu } nazywa się morfizmem Thuego-Morse’a.

## Własności
- słowo zawiera kwadraty podsłów[a][2] ,
- słowo jest beznakładkowe[b][2] [7],
- z beznakładkowości wynika, że słowo nie zawiera niepustego podsłowa będącego trzecią potęgą[2] ,
- analiza definicji z pomocą morfizmu prowadzi do wniosku, że słowo jest fraktalem[1].

## Uogólnienie
Korzystając z definicji bezpośredniej bazującej na obliczaniu sumy jedynek {\displaystyle {\text{mod}}\ 2,} można zdefiniować uogólnienie, w którym dla litery {\displaystyle t_{n}} obliczana jest suma cyfr o postawie {\displaystyle k\geq 2.} Tak zdefiniowany ciąg {\displaystyle \{T_{k}(n)\}_{n=0}^{\infty }} jest również binarny, a po podstawieniu {\displaystyle k=2} daje {\displaystyle T_{2}(n)=T(n)} ciąg słów Thuego-Morse’a.
Dalszym uogólnieniem jest zwiększenie rozmiaru alfabetu generującego słowa, zastępując operację {\displaystyle {\text{mod}}\ 2} przez {\displaystyle {\text{mod}}\ m}. Tak uzyskany ciąg tworzy słowo beznakładkowe wtedy i tylko wtedy gdy {\displaystyle m\geq k} dla {\displaystyle k\geq 2} i {\displaystyle m\geq 1}.

## Historia
Pierwsze badania nad ciągiem, w ramach teorii liczb przeprowadził Eugène Prouhet w 1851. Jednak nie wskazał go jawnie. Zrobił to dopiero Axel Thue w 1906, w swoich badaniach nad słowami w dziedzinie kombinatoryki. Nieskończony ciąg binarny zyskał światową uwagę dzięki pracy Marstona Morse’a z 1921 dotyczącej geometrii różniczkowej. W kolejnych latach ciąg był również wielokrotnie niezależnie odkrywany w różnych odległych od siebie dziedzinach.